# 倫圭國家公園
倫圭國家公園（Lengwe National Park）是非洲國家馬拉維的國家公園，位於該國南部，佔地887平方公里，成立於1970年，野生動物包括安氏林羚、高角羚、非洲水牛、疣豬和300種鳥類。